# Trigla
Trigla is een monotypisch geslacht van straalvinnige vissen uit de familie van ponen (Triglidae). Het geslacht is voor het eerst wetenschappelijk beschreven in 1758 door Linnaeus.

## Soort
- Trigla lyra Linnaeus, 1758